# Levington
Levington is een civil parish in het bestuurlijke gebied Suffolk Coastal, in het Engelse graafschap Suffolk. In 2001 telde het civil parish 253 inwoners. Levington komt in het Domesday Book (1086) voor als 'Leventona' / 'Levetuna'.